# Amyntas IV của Macedonia
Amyntas IV (chữ Hy Lạp: Ἀμύντας Δ `) là một vị vua trên danh nghĩa của Macedonia trong năm 359 TCN và là thành viên của nhà Argos.

## Tiểu sử
Ông là con trai của vua Perdiccas III của Macedonia. Ông được sinh ra vào khoảng năm 365 TCN. Sau cái chết của vua cha năm 359 TCN, ông lên ngôi dù chỉ mới là một đứa trẻ. Philippos II của Macedonia, em của Perdiccas, là người giám hộ và là nhiếp chính cho ông. Ngay trong năm đó, Philippos II đã cướp ngôi của đứa cháu trai nhỏ của mình. Amyntas đã không được cho là đủ nguy hiểm để đe dọa Philippos, thậm chí Philippos còn gả cho ông con gái mình là Cynane. Tuy nhiên, điều này hoàn toàn khác với con của Philippos là Alexandros. Sau khi Alexandros kế vị năm 336 TCN, để trừ hậu hoạn, đã ngay lập tức hành quyết Amyntas, người vừa là anh họ vừa là anh rể mình.